# Vauville (Mancha)
Vauville é uma ex-comuna francesa na região administrativa da Normandia, no departamento da Mancha. Estendeu-se por uma área de 16,35 km². Em 2010 a comuna tinha 383 habitantes (densidade: 23,4 hab./km²).
Em 1 de janeiro de 2017 foi fundida com as comunas de Beaumont-Hague, Acqueville, Auderville, Biville, Branville-Hague, Digulleville, Éculleville, Flottemanville-Hague, Gréville-Hague, Herqueville, Jobourg, Omonville-la-Petite, Omonville-la-Rogue, Sainte-Croix-Hague, Saint-Germain-des-Vaux, Tonneville, Urville-Nacqueville e Vasteville para a criação da nova comuna de La Hague.

## Demografia
| 1962 | 1968 | 1975 | 1982 | 1990 | 1999 | - | - | - |
| --- | ---- | ---- | ---- | ---- | ---- | - | - | - |
| 242 | 255  | 259  | 343  | 372  | 363  | - | - | - |
| Para os censos de 1962 a 2006 a população legal corresponde à popolução sem duplicidades, segundo define o INSEE. |      |      |      |      |      |   |   |   |